# Lesmone lingea
Lesmone lingea är en fjärilsart som beskrevs av Stoll 1782. Lesmone lingea ingår i släktet Lesmone och familjen nattflyn. Inga underarter finns listade i Catalogue of Life.

## Bildgalleri

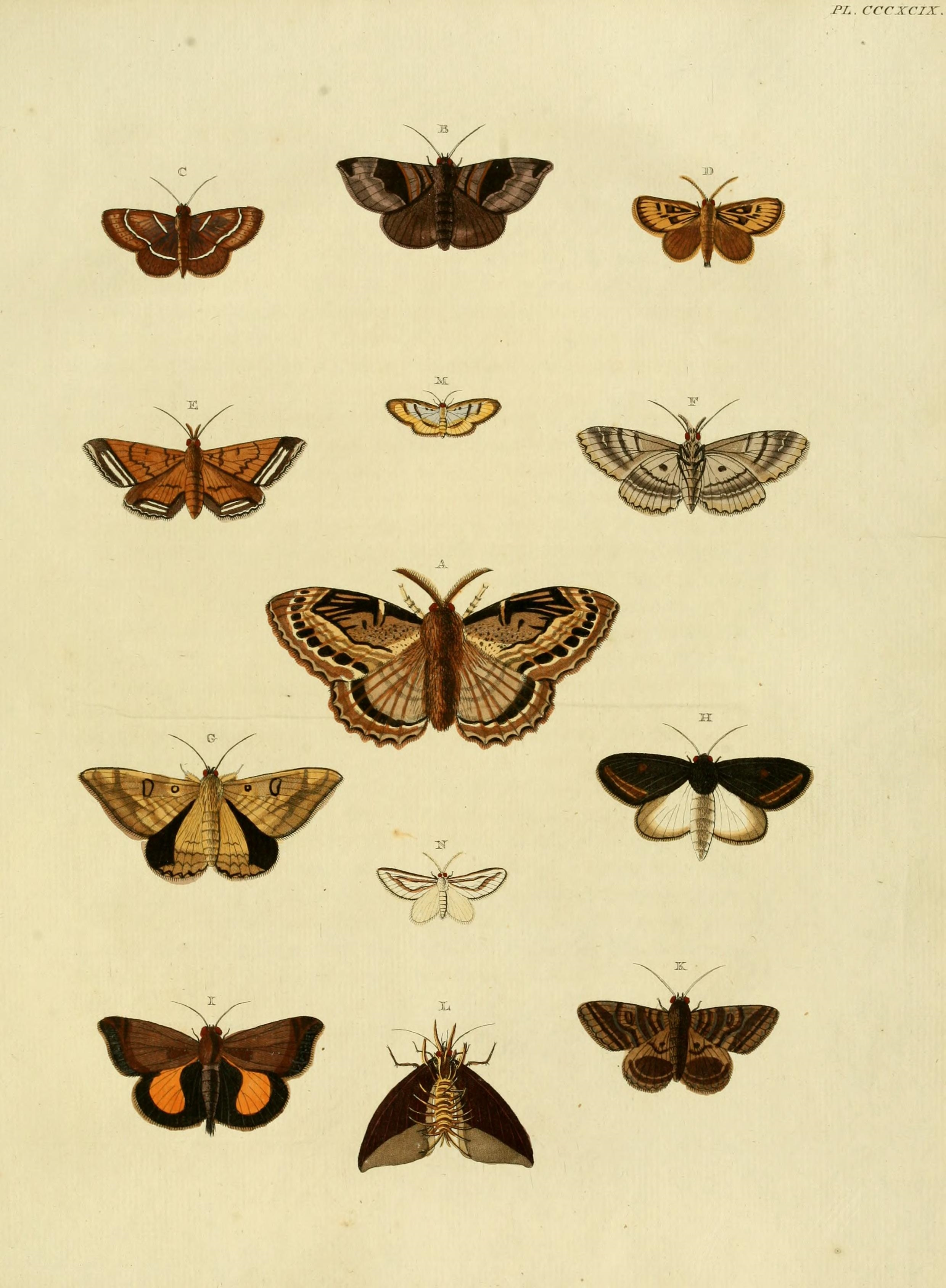